# Condado de Dickson (Tennessee)
O Condado de Dickson é um dos 95 condados do Estado americano do Tennessee. A sede do condado é Charlotte, e sua maior cidade é Dickson. O condado possui uma área de 1 272 km² (dos quais 4 km² estão cobertos por água), uma população de 43 156 habitantes, e uma densidade populacional de 34 hab/km² (segundo o censo nacional de 2000). O condado foi fundado em 1803.